# Hapalemur alaotrensis
Hapalemur alaotrensis  (лат.) — млекопитающее из рода кротких лемуров (Hapalemur) семейства Лемуровых (Lemuridae). Эндемик Мадагаскара.

## Классификация
Классификация этого примата достаточно спорна. Некоторые приматологи классифицируют его в ранге подвид в составе вида Hapalemur griseus, другие рассматривают его в качестве отдельного вида. Молекулярные исследования не подтверждают видовой статус.

## Описание
Длина тела около 40 см, хвост такой же длины. Масса от 1,1 до 1,4 кг, самцы немного крупнее самок. Шерсть густая, длинная, серовато-коричневая на спине, светло-серая на лице и груди, каштановая на голове и шее.

## Распространение
Встречаются в зарослях камыша и папируса вокруг озера Алаутра, что на востоке Мадагаскара. Существует две разделённые популяции: более мелкая популяция на северном берегу вокруг полуострова Белемпуна (Belempona Peninsula), более крупная в болотах у юго-западных берегов озера. Общая площадь ареала менее 200 км².

## Поведение
Обитают в болотистой местности (единственные приматы, которые живут на болотах). Могут быть активными как днём, так и ночью. Образуют семейные группы до 12 особей. Каждая группа защищает территорию размером от одного до восьми гектаров. Роды проходят в период с сентября по февраль, в помёте один или два детёныша. В отличие от других представителей рода гапалемуров, эти животные не питаются бамбуком. В рационе стебли папируса (Cyperus madagascariensis), ростки камыша (Phragmites communis) и два вида травы (Echinocochla crusgalli и Leersia hexandra).

## Статус популяции
Международный союз охраны природы присвоил этому виду охранный статус «Вымирающий», поскольку ареал этого вида ограничен (его площадь составляет примерно 100 км²) и достаточно уникален (это единственные приматы, живущие на болотах), и популяции угрожает разрушение среды обитания и охота.